# Григорий Талицкий
Григо́рий Та́лицкий — московский проповедник, «книгописец» (переписчик книг), «изувер-раскольник», автор «тетрадей», в которых называл Петра I антихристом, призывал не повиноваться ему, не платить податей, а на царство просить князя Михаила Черкасского.

## Биография
Достоверных биографических сведений о Григории Талицком нет. Известно только, что он был книгописцем. По мнению Мельникова-Печерского, он был уроженцем деревни Талицы, однако писатель ссылается не на документы, а на местные предания:

Григорий Талицкий был родом из Талиц, отчего и прозывался Талицким. Талицы Большие и Талицы Малые — две смежные, составляющие одну населенную местность, деревни, Макарьевского уезда, Костромской губернии, на границе Семёновского уезда, Нижегородской губернии, близ реки Узолы, известного по своей торговле удельного села Ковернина. Население Талиц сплошь раскольническое. Верстах в пятнадцати от Талиц начинались керженские и чернораменские скиты. Раскольники в Талицах самые закоренелые. В окрестностях жители, желая сказать о ком-нибудь, что он упорный раскольник, говорят: «да он что твой Талицкой». Мысль, что Петр I — антихрист, по сих пор держится в Талицах, и сохранилось предание, что кого-то из их деревни антихрист-Петр мучил: на Москве живьём жёг.
В 1700 году Григорий изложил свои воззрения в «тетрадях», читал эти тетради в народе, распространял рукописные копии с них и даже пытался их напечатать (кустарным способом). Его взгляды получили широкое распространение среди старообрядцев, а также среди некоторых представителей духовенства и боярства. В числе если не сторонников, то почитателей Талицкого находился и царевич Алексей Петрович.
Следственное дело о Талицком возникло по доносу некоего певчего дьяка Фёдора Казанцева, который в июне 1700 года сообщил в Преображенский приказ следующее: его сестра и муж её «живут у книгописца Талицкого и слышат у него про государя всякий непристойные слова; да он же, Гришка, режет неведомо какие доски, хочет печатать тетради и, напечатав, бросать в народ».
Для поисков бежавшего перед арестом сочинителя антипетровских «прелестных тетрадей» Григория Талицкого летом 1700 года из Преображенского приказа разослали по всей стране. За его поимку была обещана колоссальная по тем временам награда — 500 рублей. Талицкого поймали уже через два месяца.
Сначала он во всём заперся, но после пытки признался, что составил письмо, в котором говорил о наступлении последнего времени и о пришествии в мир антихриста, под последним действительно разумея царя, писал он также и другие письма в укоризну государю, советуя народу от него отступить, его не слушать и податей не платить; в тех же письмах предлагал он стрельцам, воспользовавшись случаем, когда Пётр пойдет на войду собраться в Москву и на царство выбрать «князя Михаила», то есть боярина князя Михаила Алегуковича Черкасского, от которого народу будет добро, так как он милостив.
Списки со своих воззваний Tалицкий, по его признанию, давал читать своим друзьям и единомышленникам, а некоторые статьи об антихристе и последних временах вырезал на доски, намереваясь отпечатать их и раздать в народ с целью возмутить его на убийство государя. Далее, отчасти из признаний самого Tалицкого, отчасти из свидетельских показаний выяснялось, что «поносные слова» о государе высказывал он и в устных беседах с разными лицами; говорил об этом, например, с тамбовским епископом Игнатием (Шангиным), который, слушая его речи, рыдал, рыдал и над чтением написанного в тетрадях, целовал последние и просил Талицкого дать ему список с них; выяснилось, что подобная же беседа была y Tалицкого с князем Иваном Ивановичем Хованским, также отнёсшимся сочувственно к его речам; некий поп Андрей показал, что Талицкий называл Москву Вавилоном, а государя антихристом и говорил: «Какой он царь, сам людей мучит», про царевича выразился: «От недоброго корня и отрасль недобрая», и наконец высказал угрозу: «Как я с Москвы скроюсь, то на Москве будет великое смятение»; монах Матвей рассказал на снятом с него допросе, что Талицкий однажды, явившись к нему в келью, говорил: «Что вы спите? пришло последнее время; в книгах пишут, что будет осьмой царь антихрист, а ныне осьмой царь Петр Алексеевич, он-то и антихрист».
Доверенный советник Петра в религиозных делах Стефан Яворский не смог заставить Талицкого публично покаяться. В ноябре 1701 года был наряжен суд из бояр, который огласил различные приговоры в зависимости от степени вины: Талицкого, двух мирян и трёх лишенных сана священников приговорили к смерти (а их жен — к ссылке в Сибирь). Способ казни трёх священников не был определён, но Талицкого и двух мирян должны были коптить, то есть подвесить над огнём, перед тем как четвертовать. Ещё восьмерых вовлечённых в процесс приговорили к битью кнутом и ссылке, а лишенного сана тамбовского епископа Игнатия — к ссылке в Соловки. Был привлечён к этому делу и князь Хованский, но он умер до окончания процесса.
По некоторым сведениям, Талицкого и двух мирян коптили восемь часов, а потом их тела и весь эшафот были преданы огню. Однако эта версия оспаривается, поскольку на полях одного из докладов Синода об упорстве раскольников в своём мнении имеется собственноручная пометка Петра, из которой видно, что Tалицкий действительно был подвергнут казни через «копчение», но не стерпел её и стал каяться, после чего был снят с костра и вновь допрошен; на этом допросе он признал, что всё, чему учил, — ложь. Вследствие отречения от заблуждений казнь ему была заменена ссылкой в Сибирь.

## Распространение учения и борьба с ним
Сочинение Талицкого стало распространяться нелегальным образом в множество копий и считается столь опасной, что по приказу царя митрополит Стефан Яворский пишет специальный трактат против ней с заглавием «Знамения о пришествии Антихриста» (1703) и «Увещание».